# 이인수 (축구 선수)
이인수(1993년 11월 16일 ~ )은 대한민국의 축구 선수이며 포지션은 골키퍼이다. 현재 대한민국 K3리그의 양주시민축구단에서 활약하고 있다.

## 클럽 경력
선문대학교를 거쳐 2015년 K리그 챌린지 수원 FC에 입단하였다. 2015년 3월 21일 FC 안양과의 리그 개막전에서 프로 데뷔전을 치렀다.
2019년 여름 이적시장에서 내셔널리그의 김해시청으로 이적했다.
2021시즌을 앞두고 K4리그의 당진시민축구단에 입단했다.